# George Frost Kennan
George Frost Kennan (16. února 1904 Milwaukee ve státě Wisconsin – 17. března 2005 Princeton) byl americký diplomat, historik, politolog a rusista specializující se na dějiny a politiku Sovětského svazu (resp. Ruska).
Ve 40. letech vlivný politik, jehož dílo dalo podnět ke vzniku Trumanovy doktríny a americké politice zadržování komunismu. Stejně tak stál u vzniku Marshallova plánu. Po celý život zůstal významnou autoritou na problematiku studené války. Proto je někdy nazýván „architektem studené války“.
Jeho prastrýcem byl spisovatel a specialista na imperiální Rusko George Kennan (1845–1924), autor knihy Siberia and the Exile system (1891).

## Do roku 1945
Kennan se narodil v Milwaukee, ve státě Wisconsin. Navštěvoval vojenskou akademii v Delafieldu a od podzimu 1921 univerzitu v Princetonu. Po jejím ukončení v roce 1925 uvažoval o studiu práv, ale nakonec se z finančních důvodů rozhodl pro práci v diplomatickém sboru Foreign Service. Po úspěšném složení zkoušek odjel do Švýcarska, později sloužil v Německu, Estonsku, Litvě a Lotyšsku.
V roce 1929 začal v Berlíně studovat ruskou historii, politiku a také jazyk a od tohoto roku se Rusko a Sovětský svaz staly doménou jeho zájmu. Během několika let se Kennan naučil kromě ruštiny ovládat i další jazyky: němčinu, francouzštinu, polštinu, češtinu, portugalštinu a norštinu. V roce 1931 se oženil s norskou občankou Annelise Sørensenovou (1910 - 2008).
V roce 1933 byly mezi USA a SSSR obnoveny diplomatické vztahy a Kennan doprovázel vyslance Williama C. Bullitta do Moskvy. V polovině 30. let patřil Kennan spolu s Charlesem E. Bohlenem a Loy W. Hendersonem k předním expertům na sovětskou problematiku v Moskvě. Tito specialisté byli výrazně ovlivněni Robertem F. Kelleym, hlavou východoevropského oddělení ministerstva zahraničí. Spojovalo je přesvědčení, že pro spolupráci se SSSR není příliš mnoho prostoru a to dokonce i ve spolupráci proti společnému nepříteli.
Kennan také podrobně analyzoval vývoj Stalinových čistek ve 30. letech, což do budoucna ovlivnilo jeho celkový názor na podstatu sovětského režimu. V září 1938 nastoupil na americké vyslanectví v Československu. Výběr z Kennanovy diplomatické i osobní korespondence, zachycující mj. události sudetské krize, Mnichova, okupace českých zemí a vznik Slovenského štátu, byly publikovány v roce 1968 pod titulem "From Prague after Munich". V roce 1939 se Kennan služebně vrátil do Berlína, kde byl po vstupu USA do války v roce 1941 šest měsíců internován. Po propuštění výměnou za německé zajatce byl jmenován chargé d’affaires americké legace v Lisabonu, kterou vedl v době jednání západních Spojenců se Salazarovým režimem o využití leteckých základen na Azorách britským a americkým letectvem. Na konci roku 1943 a během 1944 byl poradcem americké delegace v European Advisory Commission, která připravovala spojeneckou politiku v Evropě. V otázce poválečného uspořádání Československ doporučoval nejednat s československým exilovým prezidentem Benešem, ale spíše s někým z okruhu státního prezidenta Háchy, a místo obnovení Československa počítat spíše s vytvořením středoevropské federace. Díky tomu trvalo dlouho, než vláda USA uznala československou exilovou vládu (v říjnu 1942). V lednu 1945 zastával názor, že Sovětský svaz si zaslouží odměnu za svůj příspěvek k porážce nacismu, a podporoval rozdělení Evropy na americkou a sovětskou sféru vlivu.

## Kennan a studená válka

### Dlouhý telegram
Od května 1944 do dubna 1946 působil v čele americké mise v Moskvě.[zdroj?] Na konci tohoto období poslal telegram o 5000 slovech ministrovi zahraničí Jamesi Byrnesovi, ve kterém byla vytyčena nová strategie diplomatických vztahů vůči SSSR.
„Základem kremelského neurotického přístupu k světovým událostem je ruský tradiční instinktivní pocit nejistoty“. Po říjnové revoluci se tento pocit smísil s komunistickou ideologií a „orientálním tajnůstkařením a pletichařením“. Sovětské chování v mezinárodní sféře odráží vnitropolitickou scénu v tom smyslu, že Stalin potřebuje nepřátelský svět, aby mohl legitimizovat vlastní autoritativní režim.
Stalin používá marxismus-leninismus k ospravedlnění sovětského instinktivního strachu z vnějšího světa a tím i ospravedlňuje diktátorství, bez kterého neumí vládnout.
Podle Kennana měl Západ posílit své instituce, které by takto mohly čelit sovětské výzvě, která by přišla spolu s případným vnitřním oslabením sovětského režimu. Kennan při formulaci sovětských zahraničně-politických cílů vycházel z tradičního pocitu nejistoty, který vznikl již v minulosti, kdy se ruští carové začali poprvé dostávat do kontaktu s vyspělejší západní civilizací. Pocitem ohrožení a strachu si později Stalin odůvodňoval, proč od okolního světa hrozilo nebezpečí. Tímto pocitem strachu a ohrožení ospravedlňoval teror a také růst vojenské síly.
James Forrestal, Trumanův spolupracovník a představitel tvrdé linie v politice vůči SSSR, pod vlivem dlouhého telegramu zařídil Kennanův návrat do Washingtonu a následnou publikaci stati X. Ve Washingtonu se Kennan stal vedoucím nového oddělení státního departmentu, které se mělo zabývat politickým plánováním. V této pozici zůstal do prosince 1949.
Zatím v březnu 1947 Truman také na základě dlouhého telegramu pronesl řeč, jejíž obsah vešel ve známost jako Trumanova doktrína.

### "X"
V červenci 1947 se objevil v časopise Foreign Affairs Kennanův článek (pod pseudonymem X) s názvem The Sources of Soviet Conduct (Zdroje sovětského jednání). Článek začínal úvahou, že je Stalinova politika formována jednak marxismem-stalinismem a jednak Stalinovým odhodláním užívat ideu kapitalistického obklíčení k upevňování vlastní vnitropolitické pozice. Stalin nemohl tento kurz změnit a proto úlohou Západu bylo pevně a vytrvale odolávat expanzivní politice SSSR. USA budou muset toto poslání vzít na sebe samotné, ale nemusí to ohrozit jejich ekonomickou základnu ani politickou stabilitu. Naopak sovětská strana by po období dlouhodobého tlaku měla skončit buď rozpadem nebo postupným rozmělněním moci.
Publikace článku podnítila intenzivní debatu na téma studené války. Brzy se stalo známým, že X je Kennan, který se nedávno stal hlavou jednoho z oddělení státního departmentu. Tato informace způsobila, že článek začal být chápán jako vyjádření oficiálního názoru Trumanovy administrativy.
Kennanova představa aktivní obrany vůči rozšiřování komunismu byla často špatně interpretována jako pouze vojenská obrana. Tomuto se Kennan bránil, podle něj článek nevyjadřoval názor, že automaticky se má čelit všem expanzivním krokům podstoupených sovětskou vládou, bez rozlišení primárních zájmů. Dále zde není nikde upřesněno, že se má jednat o vojenské řešení situace, spíše než politické či ekonomické kroky.
Znovu se k tomuto problému Kennan vyjádřil v interview s Davidem Gergenem v polovině 90. let. Opět upozornil, že Sověty nevnímal jako především vojenskou hrozbu. "Nebyli jako Hitler… toto nedorozumění pochází z jedné věty v X článku, kde jsem napsal, že kdekoli by nás tito lidé, tedy sovětské vedení, ve světě konfrontovali, měli bychom udělat všechno možné, abychom je zadrželi a nenechali je dále expandovat. Měl jsem tehdy vysvětlit, že od nich neočekávám vojenský útok. Bylo absurdní si po válce myslet, že by se otočili a zaútočili na Spojené státy. Nemyslel jsem, že toto musím vysvětlovat, ale je zřejmé, že jsem měl."

### Vliv za Marshalla
V době mezi dubnem 1947 a prosincem 1948, kdy byl George C. Marshall ministrem zahraničí USA, byl Kennanův vliv asi nejsilnější. Patřil k jeho nejbližším poradcům a stal se i prvním šéfem nově zřízeného Politického plánovacího štábu. Kennan stál i v pozadí Marshalllova plánu a pomáhal s organizací ekonomické pomoci Evropě. Přestože považoval SSSR za příliš slabý, aby riskoval otevřenou válku, přece jen věřil, že je schopný rozšířit svůj vliv do západní Evropy skrze západoevropské komunistické strany získávající silný vliv v poválečné demoralizované Evropě. Aby se tento sovětský vliv oslabil, byla Kennanovým řešením přímá hospodářská pomoc a skrytá politická podpora. Takto by USA dokázaly obnovit rovnováhu sil v Evropě.
Navíc v červnu 1948 Kennan navrhoval skrytou podporu levicovým stranám a dělnickým uniím, které se neorientovaly na Moskvu a tak zvětšit rozkol mezi dělnickým hnutím na Západě a Moskvou. Podobně navrhoval využít roztržku Moskvy s Titovou Jugoslávií.
Na Kennanův popud Trumanova administrativa změnila svůj postoj k Francovu režimu ve Španělsku a zajistila si tak vliv ve Středomoří.

### Za Deana Achesona
Kennanův vliv po nástupu Deana Achesona silně opadl. Acheson nevnímal sovětskou hrozbu jako předně politickou, ale vojenskou. To se mu zdál potvrzovat i další vývoj – berlínská blokáda od června 1948, v srpnu 1949 první sovětská zkouška atomové zbraně, komunistické převzetí moci v Číně v září 1949 a začátek korejské války v červnu 1950. Kennan odmítal militarizaci americké zahraniční politiky, vznik NATO a fixaci obranné strategie USA na jaderný arzenál.
Pod vlivem kritiky republikánského senátu kvůli „ztrátě Číny“, se rozhodl Acheson a Truman změnit politiku a vymezit sféru západního vlivu založenou na systému spojeneckých států.
Tato nová politická linie byla vytyčena ve zprávě Národní rady bezpečnosti USA NSC-68 v dubnu 1950, kterou sepsal Paul Nitze. Kennan spolu s Charlesem Bohlenem se snažili ovlivnit koncept NSC-68, protože podle jejich názoru pouze zintenzivňoval studenou válku. Kennan odmítal myšlenku, že se Stalin snaží realizovat plán světové nadvlády, ze které ve své zprávě vycházel Nitze. Naopak se podle něj Stalin bál přílišného rozšíření sovětské moci. Kennan se bránil změně politiky také proto, že věřil, že je nová linie příliš strnulá a zaměřená na vojenskou konfrontaci.
Ve stejné době Kennan vystoupil proti výrobě vodíkové bomby a znovuvyzbrojení Německa, což byly všechno rozhodnutí založená na zprávě NSC-68. Stejně tak se stavěl proti plánům postoupit v Koreji na sever od 38 rovnoběžky, resp. dokonce znovusjednotit Koreu pod americkým vlivem.
Následkem těchto názorů byl Kennan nahrazen ve své pozici Nitzem a přijal místo v Institut for Advanced Study od Roberta Oppenheimera.
I přes svůj nesporný vliv se Kennan nikdy nestal standardním členem administrativy. Považoval sebe sama za outsidera a neměl trpělivost s kritiky. W. Averell Harriman, americký vyslanec v Moskvě v letech 1944–1946 o Kennanovi řekl, že „byl mužem, který rozuměl Rusku, ale ne Spojeným státům“.

## Vyslancem v Sovětském svazu
21. prosince 1951 Truman oznámil Kennanovo jmenování vyslancem v SSSR, tuto volbu snadno schválil i Senát. Kennan nastoupil do úřadu v době, kdy diplomacie ve vzájemných vztazích nehrála významnou roli. V Moskvě se Kennan setkal s vypjatou situací, když byl všude sledován policejní eskortou, byl mu omezen styk se sovětskými občany. V tuto dobu sovětská propaganda obviňovala Spojené státy z přípravy budoucí války a Kennan toto chápal jako reakci na politiku USA. „Začal jsem se sám sebe ptát…, zda jsme nepřispěli … naší militarizací politiky a stanovisek…k víře Moskvy, že naším cílem je skutečně válka.“
V září 1952 se Kennan dopustil pochybení, která jej stála pozici velvyslance. Během tiskové konference přirovnal podmínky velvyslanecké rezidence s těmi, se kterými se setkal v Berlíně v rámci své internace po vstupu USA do války. Sověti jej prohlásili nežádoucí osobou a zakázali mu vstup do země.

## Po roce 1953
Kennan se vrátil do Washingtonu, kde i přes zklamání z jestřábí politiky Johna Fostera Dullese, spolupracoval s novou administrativou. V létě 1953 jej prezident Eisenhower požádal, zda by neparticipoval na práci jednoho z tajných týmů v rámci Operation Solarium, která se zabývala otázkou, do jaké míry pokračovat v Trumanově zahraniční linii vůči Sovětskému svazu. Ke kritickému přezkoumání dosavadní politiky USA vedly prezidentovy obavy, že není dlouhodobě možné zatěžovat státní rozpočet neodůvodněně vysokými armádními výdaji.
V letech 1961–1963 se stal americkým velvyslancem v Jugoslávii a v roce 1967 byl pověřen setkáním se Světlanou Alilujevovou ve Švýcarsku a přesvědčil ji k odjezdu do Spojených států.
Zbytek svého života Kennan strávil v akademických kruzích a zabýval se dále zahraniční politikou USA. Během své kariéry na Institute for Advanced Studies napsal 17 knih a velké množství článků k mezinárodním vztahům. Získal Pulitzerovu cenu za historii a Národní knižní cenu (National Book Award) za Russia Leaves the War (1956). Podruhé vyhrál Pulitzerovu cenu v roce 1967 za své memoáry. Jeho historické práce zahrnují šestisvazkovou práci o vztazích mezi Ruskem (carským i Sovětským svazem) a Západem od roku 1875 do Kennanovy současnosti. Hlavním tématem těchto prací se stalo selhání západních demokracií, konkrétně USA v zahraniční politice.
V roce 1989 mu prezident George H. W. Bush udělil Medal of Freedom, národní nejvyšší občanské ocenění. Přesto zůstal předním kritikem americké politiky. Podle něj se měla americká vláda „stáhnout z pozice veřejné obhajoby demokracie a lidských práv“. „Tato pozice, kdy se vnímáme jako centrum politického osvícení a učitelé velké části zbytku světa se mi zdá nepromyšlená, vychloubačná a nežádoucí“ prohlásil v interview pro New York Review of Books v roce 1999. „Dával bych přednost, kdyby se naše vláda postupně stáhla z obhajování demokracie a lidských práv. Vlády by měly jednat s dalšími vládami jako takovými a měly by se vyhýbat zbytečnému zasahování, konkrétně osobnímu s vůdci jiných vlád“. Tyto myšlenky byly konkrétně myšleny na vztahy USA k Číně a Rusku. Byl proti americkému zásahu v Kosovu a rozšíření NATO, které mohlo zhoršit vztahy s Ruskem. Ze stejných důvodů byl proti válce v Iráku.
Varoval před válkou v Iráku a považoval Bushovu snahu spojit al-Kajdu a Saddáma Husajna jako „pateticky nenosnou a nespolehlivou“.
„Každý, kdo kdy studoval historii americké diplomacie, konkrétně vojenské diplomacie, ví, že je možné začít válku s určitými ideami o tom, proč to děláš, ale nakonec zjistíš, že bojuješ za úplně jinou věc, o které si dříve nepřemýšlel… Jinými slovy válka má své vlastní momentum a unese tě daleko od tvých důmyslných záměrů, když se do ní dostaneš. Jestli bychom dnes šli do Iráku, jak nás přesvědčují prezidenti, víme, kde začít. Ale nikdy nemůžeme vědět, kde skončíme.“
Kennan zemřel 17. března 2005 ve věku 101 let ve svém domě v Princetonu. Přežila ho jeho žena Annelise, kterou si vzal v roce 1931. Měli spolu tři dcery a syna.

## Dílo
- American Diplomacy, 1900-1950 (1951)
- Realities of American Foreign Policy (1954)
- Russia Leaves the War (1956)
- The Decision to Intervene (1958)
- Russia, the Atom, and the West (1958)
- Russia and the West under Lenin and Stalin (1961)
- Memoirs, 1925-1950 (1967)
- From Prague after Munich: Diplomatic Papers, 1938-1940 (1968) (První české vydání: Praha, Academia, 2021, v odborné edici zpracované Vítem Smetanou, s rozsáhlou biografickou studií o Georgi F. Kennanovi autorů Jiřího Ellingera a Víta Smetany.)
- The Marquis de Custine & His „Russia in 1839“ (1971)
- Memoirs, 1950-1963 (1972)
- The Decline of Bismarck's European Order: Franco-Russian Relations, 1875-1890 (1979)
- The Nuclear Delusion: Soviet-American Relations in the Atomic Age (1982)
- The Fateful Alliance: France, Russia, and the Coming of the First World War (1984)
- Sketches from a Life (1989)
- Around the Cragged Hill: A Personal and Political Philosophy (1993)
- At a Century's Ending: Reflections 1982-1995 (1996)
- An American Family: The Kennans--The First Three Generations (2000)